# Стенис
Стенис (на старогръцки: Σθέννις) е древногръцки скулптор от втората половина на IV век пр. Хр., съвременник на Лизип и Силанион.

## Биография
Животът му е слабо известен. В един от подписите си, Стенис се представя като „син на Херодот от Атина“. Павзаний го споменава като „Стенис от Олинт“. Стенис вероятно емигрира в Атина след разрушаването на Олинт от цар Филип II Македонски през 348 г. пр. Хр. и е получил атинско гражданство. Плиний Стари определя разцвета му по време 113-а олимпиада, т.е. 328-325 г. пр. Хр. същото време, в което творят Лизип и Силанион.
Двамата му сина Калиад и Херодор също са скулптори.

## Произведения
Стенис е подписал портрет на философа Дион Ефески, както и статуя на Хадея, снаха на цар Лизимах, открита в Амфиарайона в Ороп. Работил е заедно с Леохар паметник на атинско семейство на Акропола. Плиний Стари вижда от него в Рим статуи на Деметра, на Зевс и на Атина, вероятно принадлежащи към една и съща група, както и жени, които плачат, молят се и пренасят жертва. Стенис е и автор на две статуи на спортисти, които Павзаний вижда в Олимпия. На него се приписва и портрет на героя Автолик, основател на град Синоп.
Нито една от неговите творби не е запазена.